# Estensione algebrica
In algebra astratta, una estensione di campi {\displaystyle L/K} è detta algebrica se ogni elemento di {\displaystyle L} è ottenibile come radice di un qualche polinomio a coefficienti in {\displaystyle K}.

## Definizioni
Sia {\displaystyle K} un campo. Una estensione è il dato di un altro campo {\displaystyle L} e di un omomorfismo iniettivo di {\displaystyle K} in {\displaystyle L}. Tramite l'omomorfismo, {\displaystyle K} può essere visto come un sottocampo di {\displaystyle L}. L'estensione è generalmente indicata con la notazione {\displaystyle L/K}.
Un elemento {\displaystyle a} di {\displaystyle L} è algebrico su {\displaystyle K} se esiste un polinomio (non nullo) {\displaystyle p} a coefficienti in {\displaystyle K} tale che
{\displaystyle p(a)=0.}
Un elemento non algebrico su {\displaystyle K} è detto trascendente.
Se tutti gli elementi di {\displaystyle L} sono algebrici su {\displaystyle K}, l'estensione {\displaystyle L/K} è detta algebrica. Altrimenti è trascendente.

### Polinomio minimo
Tra tutti i polinomi che si annullano in {\displaystyle a}, ne esiste uno in particolare di grado minimo, detto polinomio minimo di {\displaystyle a} su {\displaystyle K}. Si dimostra che esso è unico a meno di una costante moltiplicativa (ciò equivale a dire che esiste un unico polinomio minimo monico, cioè con coefficiente del termine di grado massimo uguale a {\displaystyle 1}) e che l'ideale generato da esso rappresenta il nucleo dell'omomorfismo di valutazione
{\displaystyle \varphi \colon K[X]\to L,g\mapsto g(a).}
Inoltre il grado di tale polinomio è proprio il grado {\displaystyle [K(a):K]} dell'estensione {\displaystyle K(a)/K}, dove {\displaystyle K(a)} è il sottocampo di {\displaystyle L} generato da {\displaystyle K} e da {\displaystyle a}.

## Esempi
Siano {\displaystyle \mathbb {Q} }, {\displaystyle \mathbb {R} } e {\displaystyle \mathbb {C} } rispettivamente i campi dei numeri razionali, reali e complessi.
- L'estensione {\displaystyle \mathbb {R} /\mathbb {Q} } è trascendente, perché π non è radice di nessun polinomio a coefficienti razionali.
- L'estensione {\displaystyle \mathbb {C} /\mathbb {R} } è algebrica, perché ogni numero complesso {\displaystyle a} è radice di un polinomio a coefficienti reali, ad esempio

{\displaystyle p(x)=(x-a)(x-{\bar {a}})}
- Consideriamo il sottocampo {\displaystyle \mathbb {Q} ({\sqrt {2}})} di {\displaystyle \mathbb {C} } generato da {\displaystyle \mathbb {Q} } e {\displaystyle {\sqrt {2}}}. L'estensione {\displaystyle \mathbb {Q} ({\sqrt {2}})/\mathbb {Q} } è algebrica, perché {\displaystyle {\sqrt {2}}} è radice del polinomio a coefficienti razionali

{\displaystyle p(x)=x^{2}-2}
- Ogni polinomio {\displaystyle p} a coefficienti in {\displaystyle K} definisce il suo campo di spezzamento, che è un'estensione algebrica di {\displaystyle K} "generata" dalle radici di {\displaystyle p}.

## Campi algebricamente chiusi
Un campo che non ha estensioni algebriche (oltre a sé stesso) è detto algebricamente chiuso. Un esempio è il campo dei numeri complessi.
Ogni campo ha un'estensione algebrica che è algebricamente chiusa (e la più piccola fra queste è la sua chiusura algebrica), ma dimostrare questo nel caso generale richiede una delle forme dell'assioma della scelta.

## Generalizzazioni
La teoria dei modelli generalizza la nozione di estensione algebrica a teorie arbitrarie: un'immersione di {\displaystyle M} in {\displaystyle N} è detta estensione algebrica se per ogni {\displaystyle x} in {\displaystyle N} esiste una formula {\displaystyle p} a parametri in {\displaystyle M}, tale che
{\displaystyle p(x)} è vera e l'insieme 
{\displaystyle \{y\in N|p(y)\}}
è finito. Applicando questa definizione alla teoria dei campi si ottiene l'usuale definizione di estensione algebrica. Il gruppo di Galois di {\displaystyle N} su {\displaystyle M} può essere ancora definito come il gruppo di automorfismi, e la maggior parte della teoria dei gruppi di Galois può essere sviluppata in questo contesto più generale.